# Seilverkürzer
Der Begriff Seilverkürzer bezeichnet eine Gruppe von Knoten zum Kürzen oder Aufrollen von Seilen.

## Kürzen
Eine Seilrolle kann teuer sein und sollte nicht abgeschnitten werden, nur weil nicht die ganze Länge gebraucht wird. Der Knoten kann  auch in eine Leine gelegt werden, ohne die Enden zu benutzen, was ihn ideal zum nachträglichen Verkürzen von bereits festgemachten Leinen macht.

Trompetenknoten
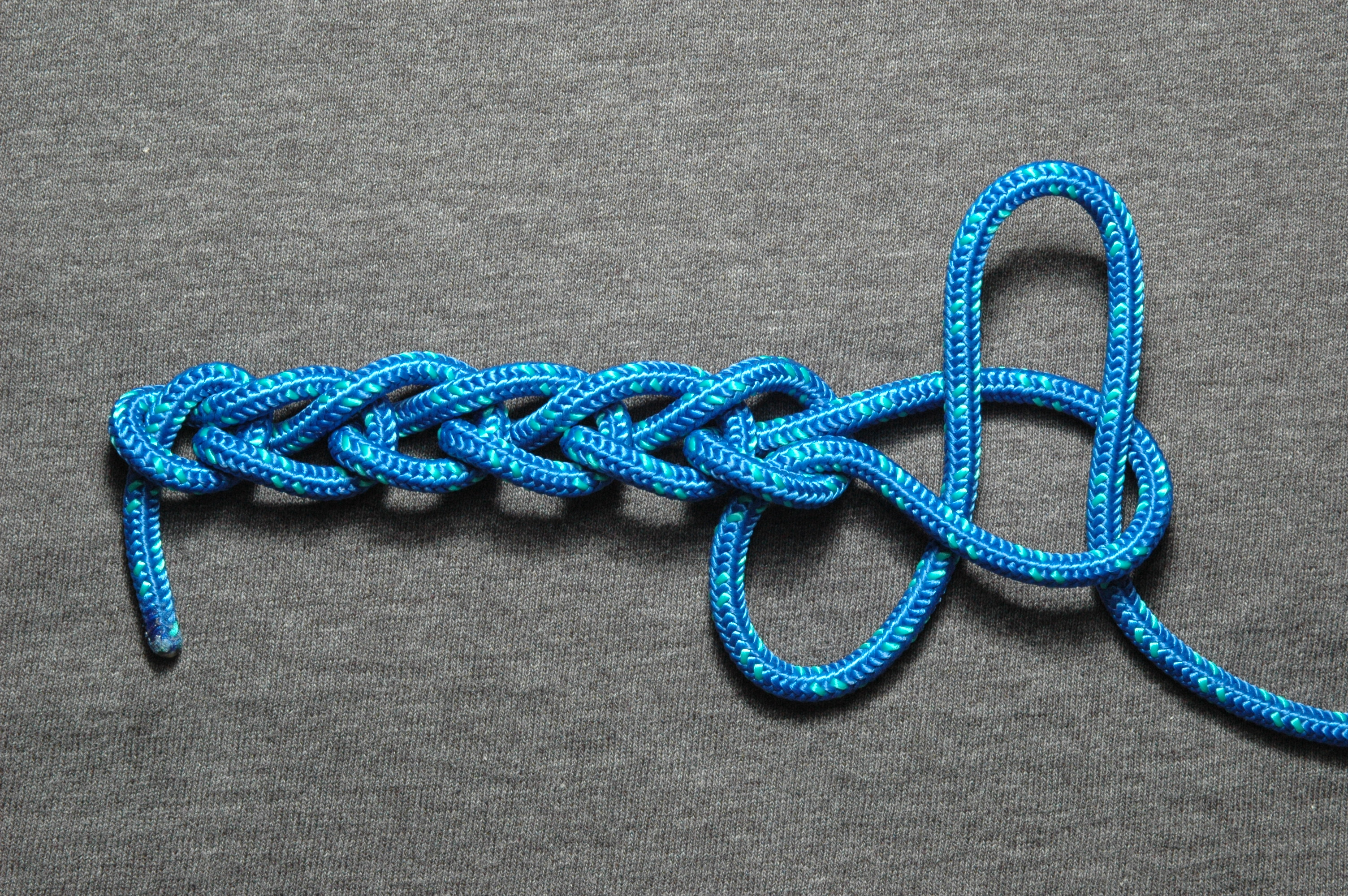
Kettenverkürzung

## Rollen
Es gibt Rollen, die nützlich sind, wenn man ein Seil vorübergehend aufbewahren will, zum Schutz vor Beschädigung aufhängen möchte oder Rollen, damit das Seil ordentlich und einfach zu tragen ist.

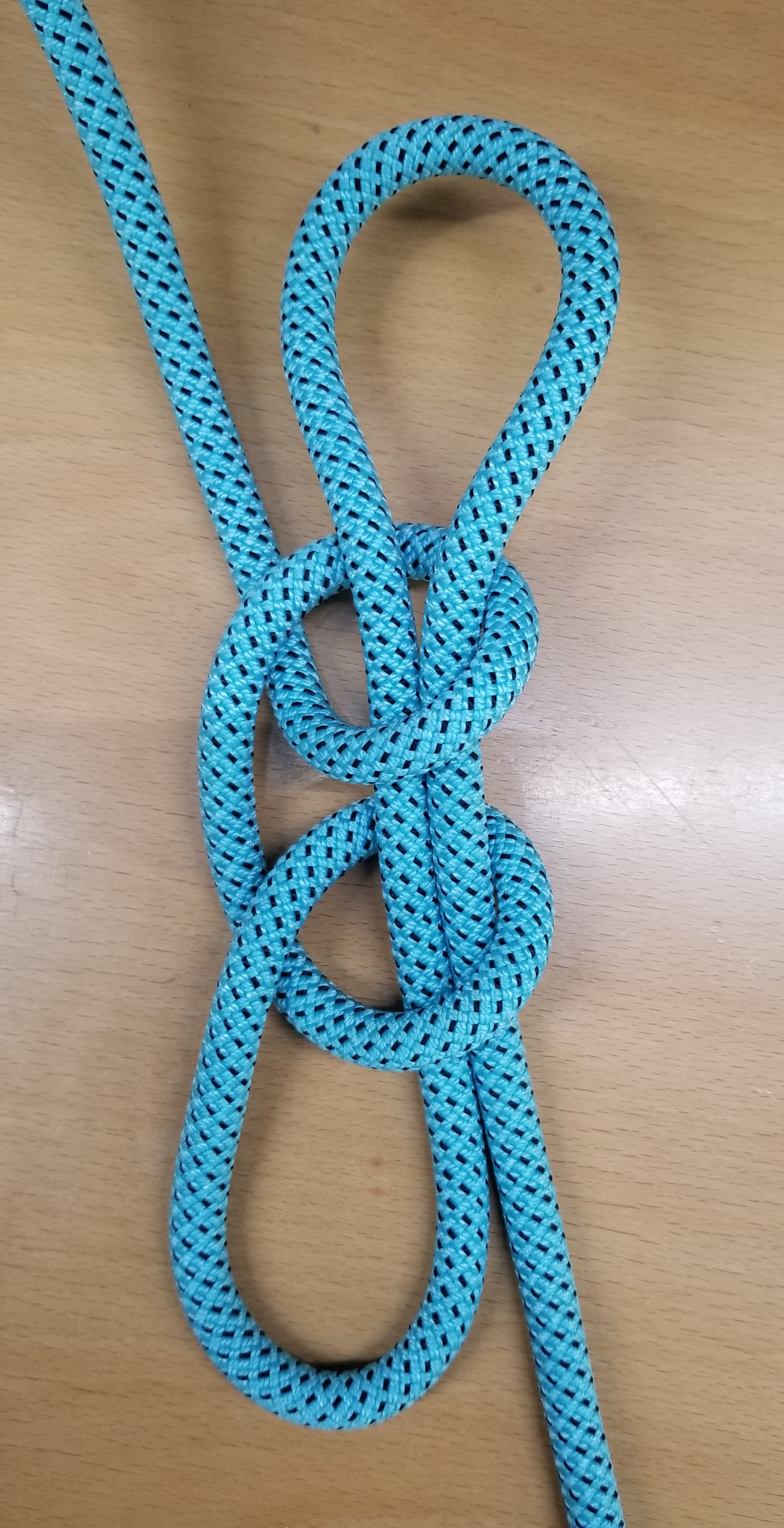
Glöcknerknoten. Mit ihm liegt das Seil nicht auf dem Fußboden des Glockenturms, wenn die Glocke nicht geläutet wird.